# Revolución de Rojava
Se conoce como revolución de Rojava (del inglés Rojava Revolution) al proceso de revolución social que está teniendo lugar en la región del Kurdistán sirio (desde 2018 denominado Administración Autónoma del Norte y Este de Siria), también conocido como «Rojava», en el seno de la guerra civil siria.
A diferencia de otros movimientos en la región, la revolución de Rojava no busca la creación de un Estado kurdo, sino la coexistencia pacífica entre los Estados-nación existentes y el Confederalismo Democrático multiétnico y multireligioso que están construyendo en el territorio. El uso de la fuerza es utilizado únicamente como mecanismo de defensa frente a las amenazas que buscan su destrucción.

## Descripción
Este proceso, que habría comenzado en julio de 2012 en Kobane, se caracterizaría, entre otros rasgos, por la implantación de asambleas populares para la toma de decisiones y la fijación de cuotas de participación femenina en diversos órganos, generándose mecanismos de participación ciudadana relacionados con la democracia directa y dando lugar a una serie de cambios de carácter feminista en la sociedad, con la formación de las Unidades Femeninas de Protección (YPJ), unas milicias armadas compuestas enteramente por mujeres. También se estaría promoviendo una composición heterogénea, en el aspecto étnico y religioso, de los consejos e instituciones. Anunciada en julio de 2013, a comienzos de 2014 se habría promulgado una «Constitución», que se consideraría a sí misma un acuerdo social de carácter voluntario. Este texto establecería un modelo «federal descentralizado» para la región de Rojava.
Enmarcado en un concepto denominado «confederalismo democrático», empleado por el líder kurdo Abdullah Öcalan —cuyas ideas beben de las del teórico del comunalismo, el estadounidense Murray Bookchin y el sociólogo e historiador Immanuel Wallerstein—, se priorizaría un hipotético cambio social en la región, en detrimento de la búsqueda de un Estado kurdo independiente. El proceso revolucionario estaría catalizado por una organización denominada Movimiento por una Sociedad Democrática (TEV-DEM), una coalición de diversas agrupaciones políticas, en la cual ejercería un importante papel el Partido de la Unión Democrática (PYD).
David Graeber ha establecido paralelismos entre esta revolución de Rojava y la revolución social de 1936 que tuvo lugar durante la guerra civil española. Este movimiento en Rojava se ve lastrado por la falta de medios económicos y el aislamiento internacional, a raíz de su vinculación con el Partido de los Trabajadores de Kurdistán (PKK), una organización considerada terrorista por el régimen turco de Erdoğan y sus aliados.

### Valores
Autonomía democrática descentralizada, anticapitalista, antipatriarcal y antiestatal.
- Confederalismo democrático. Busca obtener la autonomía de la sociedad con el fin de que esta pueda administrarse a través de pequeñas unidades descentralizadas regidas por el autogobierno. Esta forma de organización se plantea como alternativa al Estado.

- Autonomía democrática. Propone un enfoque anti centrista y de abajo hacia arriba en donde la comunidad sea el centro político del autogobierno.[4]

- Modernidad democrática. Plantea la modernidad democrática como alternativa a la modernidad capitalista. Critica a las sociedades estatistas por regirse a partir de la asimilación de las masas y el consumo que explota a las personas y a la tierra. Además, defiende el comunalismo como forma de prevenir que el estatismo capitalista destruya la autonomía y la diversidad de las personas, evitando que las elites de los Estados-nación las definan según sus intereses.[4]

## Jineología
La jineología (jineolojî), por su significado “ciencia de las mujeres”, se compone de las palabras en kurdo Jin; mujer, y Lojî; ciencia. Se define como una ciencia social que defiende que la libertad de la mujer es un requisito indispensable para la libertad colectiva, por lo que es fundamental para construir una modernidad democrática. Tiene el objetivo de transformar no solo la autodeterminación de las mujeres, sino que también con sus críticas al Estado, transformar los sistemas de poder, las institucionalizaciones y las mentalidades construidas en torno a él. El término fue utilizado por primera vez en 2008 por Abdullah Öcalan en su libro “Sociología de la Libertad”.
"Examinamos y criticamos la relación de las ciencias sociales con el poder en su establecimiento e institucionalización, y el positivismo que penetra en la ciencia y causa la fragmentación del tejido social. Intentamos responder a preguntas como: ‘¿de qué manera se ha desarrollado la relación entre las ciencias sociales y el poder y cómo esta relación ha distorsionado la ontología de la mujer?’". 

## Geografía
En esta región se delimitan, de este a oeste, tres regiones: Cizîrê en el este, Kobanî en el centro, y Afrîn en el oeste. Cizîrê pertenece oficialmente a la gobernatura de Hasaka, además tiene dentro de sus límites geográficos distritos como Qamishlo, Derik, Serekaniye y Hasaka ciudad. Kobanî, en árabe conocido como Ayn al-Arab, pertenece dentro del sistema administrativo sirio a la gobernatura de Alepo. Esta ciudad adquiere particular relevancia en la revolución al ser la primera en Rojava en expulsar el régimen del Ba’ath en julio del 2012. Finalmente, Afrîn al igual que Kobani, forma parte de la gobernatura de Alepo, además, de colindar al norte con la provincia turca de Kilis.

## La constitución de Rojava
Después de declarar la autonomía, dirigentes de base, políticos y otros miembros de la comunidad han cambiado radicalmente la composición social y política de la región. Las leyes extremas que restringen la organización política independiente, la libertad de las mujeres, la expresión religiosa y cultural y las políticas discriminatorias llevadas a cabo por el gobierno de Bashar al Assad han sido finalmente abolidas. En su lugar, se estableció una “Constitución de Rojava” que garantiza la libertad cultural, religiosa y política de todas las personas. La constitución también establece explícitamente la igualdad de derechos y la libertad de las mujeres y también "ordena a las instituciones públicas que trabajen para eliminar la discriminación de género". Los cambios políticos y sociales que tienen lugar en Rojava se han inspirado en gran parte en la política socialista libertaria del líder kurdo Abdullah Öcalan.
El preámbulo declara lo siguiente:

Nosotros, los pueblos de Rojava: los kurdos, árabes, asirios, turcomanos y armenios, chechenos, circasianos, musulmanes y cristianos y yezidis y otros de Siria, nuestras comunidades son conscientes de que el estado-nación, ha traído los problemas y las crisis agudas y tragedias de nuestro pueblo, (…) encontramos que el sistema federal democrático es el mejor sistema para abordar los problemas históricos, sociales y nacionales en el Kurdistán occidental, Beth Nahrin y Siria, lo que asegura la participación de todos los individuos y grupos en igualdad de condiciones en la discusión y decisión, implementación y teniendo en cuenta las diferentes etnias y religiones según las características de cada grupo organizado sobre la base de la coexistencia y la fraternidad de los pueblos, y la igualdad de todos los pueblos en derechos y deberes, y la Fundación en un concepto geográfico y la descentralización de lo político y administrativo dentro de una Siria unificada, y el respeto a las cartas de derechos humanos y la preservación de la paz civil y global.

### La economía cooperativa
La economía de Rojava es una combinación de emprendimientos privados, de administración autónoma y de las cooperativas de trabajadores. Desde la revolución, se han realizado esfuerzos para hacer la transición de la economía hacia una de autosuficiencia basada en cooperativas de trabajadores y productores. Esta transición enfrenta los principales obstáculos del conflicto en curso y un embargo de todos los países vecinos: Turquía, Irak, Irán y las diversas fuerzas que controlan las áreas cercanas de Siria. Esto ha obligado a sus habitantes a depender casi exclusivamente de generadores diésel para la electricidad. También, se está haciendo un fuerte énfasis en las empresas que pueden generar autosuficiencia en la región. En Rojava no se suele cobrar impuestos. 
En cambio, la administración se financia a sí misma a través de la venta de petróleo y el comercio fronterizo (que es clandestino debido al embargo). Existen asociaciones que se han creado entre empresas privadas y la administración. La administración también financia el sistema escolar y distribuye pan a todos los ciudadanos a un precio inferior al del mercado. El Comité Económico del Movimiento por una Sociedad Democrática ha estado ayudando a las empresas a avanzar hacia una "economía comunitaria" basada en las cooperativas de trabajadores y la autosuficiencia.
Las cooperativas se formaron por primera vez en los sectores de agricultura e infraestructura. En el Cantón Jazira hay 18 cooperativas agrícolas, 12 cooperativas generales y seis cooperativas administradas por mujeres. Otras cooperativas incluyen agua mineral embotellada, construcción, fábricas, estaciones de combustible, generadores, ganado, aceite, pistacho y semillas tostadas, y mercados públicos. Además, hay varias comunas agrícolas con familias que trabajan colectivamente la tierra.

### Democracia directa
Los cantones de Rojava se rigen por una combinación de consejos de distrito y civiles. Los consejos de distrito constan de 300 miembros, así como dos copresidentes electos, un hombre y una mujer. Los consejos de distrito deciden y llevan a cabo tareas administrativas y económicas tales como recolección de basura, distribución de tierras y empresas cooperativas. Los consejos civiles existen para promover los derechos sociales y políticos en la comunidad. 

### Derechos de minorías étnicas
La protección de las minorías étnicas está íntimamente relacionada con la libertad religiosa y la protección de las minorías religiosas. Los kurdos ahora tienen derecho a estudiar su idioma libremente. Por primera vez, se ha introducido un programa curricular kurdo en el sistema de escuelas públicas. Los residentes ahora también son libres de expresar su cultura libremente. Se han formado centros de cultura y música, organizando clases de baile, lecciones de música y práctica de coro. En algunas áreas, además de la cuota de género para los consejos, también hay una cuota de minoría étnica.

### Justicia Restaurativa
El sistema de justicia criminal está experimentando reformas significativas, alejándose del enfoque punitivo bajo el gobierno de Assad a otro basado en los principios de la justicia restaurativa. Los Comités de Reconciliación han reemplazado el sistema de tribunales del gobierno sirio en varias ciudades. Los comités son representativos de la diversidad étnica en su área respectiva. Por ejemplo, el comité en Tal Abyad tiene árabes, kurdos, turcomanos y armenios.

### Derechos de las mujeres
El centro de mujeres de Girke Lege ofrece servicios a sobrevivientes de violencia doméstica, agresión sexual y otras formas de daño.
El feminismo, específicamente la jineología (la ciencia de las mujeres), es fundamental para la revolución social que tiene lugar en Rojava. Gran parte del enfoque de la revolución ha sido abordar los niveles extremos de violencia que han sufrido las mujeres en la zona, así como aumentar el liderazgo de las mujeres en todas las instituciones políticas.
Todos los militantes de las Unidades de Protección Popular y Unidades Femeninas de Protección y Asayish tienen el estudio de la jineología como parte de su entrenamiento, y también se enseña en centros comunitarios.

#### Casas de mujeres
En cada ciudad y aldea bajo control de las Unidades de Protección Popular, se establece una casa de mujeres. Estos son centros comunitarios administrados por mujeres que brindan servicios a sobrevivientes de violencia doméstica, agresión sexual y otras formas de daño. Estos servicios incluyen asesoramiento, mediación familiar, apoyo legal y coordinación de casas de seguridad para mujeres y niños. Las clases sobre independencia económica y programas de empoderamiento social también se llevan a cabo en las casas de mujeres.
Se están haciendo esfuerzos para reducir los casos de matrimonio de menores de edad, poligamia y asesinatos por honor, tanto a nivel social como a través de una legislación que prohíbe estas prácticas.

#### El liderazgo de las mujeres
Un componente clave del modelo de democracia directa que está siendo promulgado en Rojava es el co-liderazgo. Todos los puestos principales en instituciones civiles y militares están dirigidos por un hombre y una mujer. Esto es para garantizar el equilibrio de género en el poder y la toma de decisiones, así como un nivel general de responsabilidad para el puesto, ya que requiere que dos personas lleguen a un acuerdo sobre las decisiones tomadas. Se requiere una cuota de género del 40% de todos los consejos para que se realice una votación.

### Libertad religiosa
Los asirios cristianos, los kurdos musulmanes y otros han trabajado juntos para luchar contra las fuerzas del gobierno y los grupos islamistas, así como en la gestión de los asuntos políticos. El derecho a la expresión religiosa también está protegido en la constitución. Esto, así como la extrema hostilidad hacia las minorías religiosas en áreas controladas por los islamistas, ha llevado a una gran migración de minorías religiosas a Rojava.
Por primera vez en la historia de Siria, se permite y promueve el matrimonio civil. Este es un movimiento significativo hacia una mayor tolerancia entre personas de diferentes orígenes religiosos.

## Contexto social y político en la región
Debido a que Rojava se encuentra dentro de la República árabe de Siria y que, oficialmente ha formado parte de los límites territoriales del Estado desde su consolidación en 1961, las leyes que rigieron la zona antes de la liberación de Rojava han sido las del partido Ba’ath. 
Esta región está compuesta por una población multiétnica y multireligiosa, de la cual destacan kurdos, siriacos, árabes, armenios, yazidíes, musulmanes sunníes y cristianos, entre otros.
Al ser de origen kurdo la minoría predominante en la región con alrededor de 3 millones en Siria, y el tercer grupo étnico más grande en medio oriente, esta ha sido considerada una amenaza para los proyectos nacionalistas que lograron consolidar sus Estados modernos tras el tratado de Sykes-Picot. 
El caso de Siria es complejo porque pese a ser uno de los puntos en los que hay menor número de personas kurdas, en comparación con Turquía, Irán e Irak, y pese a que aparentemente la situación ha sido menos violenta que en estos países, habitar la región en un contexto de proyectos nacionalistas árabes ha desencadenado diversas políticas de asimilación y marginación de personas kurdas.
En 1962 se lleva a cabo el censo de Hasaka, dejando a un gran número de personas kurdas en un limbo legal sin nacionalidad de ningún Estado (apátridas). Dicho estatus ha sido trasmitido de generación en generación incrementando su número exponencialmente con el paso de los años. Para el 2004 se cree que había entre 200,000 ajanib y alrededor de 100,000 maktumen.
En 1966, se realiza un plan de 12 puntos para arabizar el Norte de Siria, también conocido como el cinturón árabe. Dicho plan buscó llamar a la población árabe a movilizarse en contra de los kurdos que habitaban la región, despojándoles de sus tierras y prohibiéndoles cualquier tipo de manifestación cultural e identitaria.
En el 2000 con la llegada Bashar al poder, el Estado promueve una serie de cambios neoliberales que buscaron promover la liberación económica, siendo Rojava una de las regiones más afectadas por estas políticas que retiraban seguridades sociales para la población, por lo que muchas personas se ven obligadas a migrar a las grandes ciudades. Pese a que se esperaba una transferencia democrática con Bashar, el panorama para la población kurda se mantuvo igual de hostil. El régimen siguió excluyendo, persiguiendo políticamente y reduciendo el territorio de mayoría kurda a explotación económica. 